# پارگی زودرس کیسه آب
پارگی زودرس کیسه اب (به انگلیسی: Prelabor rupture of membranes) به اختصار PROM، به پاره شدن کیسه اب (کیسه امنیوتیک) قبل از هفته ۳۸ حاملگی گفته می‌شود و از عوامل مهم در مرگ و میر و ایجاد عوارض در مادر و نوزاد می‌باشد و مسئول ۲۰ درصد از مرگ و میرهای دورهٔ پری ناتال است.

## علل
اگر چه علت پارگی زودرس کیسه امنیون (PROM) ناشناخته است ولی عوامل زیر در ایجاد ان نقش دارند.
1. سابقه پارگی کیسه امنیون
2. پلی هیدروامینوس
3. عفونت‌های داخل رحمی یا عفونت سیستمیک
4. نارسایی دهانه رحم
5. اختلال تغذیه (کمبود ویتامین ث یا مس)
6. مقاربت
7. فیزیولوژی غیر طبیعی پرده‌ها
8. مولتی پارا
9. پایین بودن موقعیت اجتماعی-اقتصادی

## تشخیص پارگی کیسه امنیون
علائم PROM خروج مایع امنیوتیک از واژن به صورت ناگهانی یا قطره قطره مایع و کوچک شدن رحم می‌باشد.
برای تشخیص باید بی‌اختیاری ادرار، لکوره یا دفع توده موکوسی رد شود.
در نهایت تشخیص پاره شدن زودرس با انجام مانور والسالوا یا فشار ملایم بر روی فوندوس و خروح مایع سرویکس، قطعی می‌شود. اغشته شدن مایع به مکونیوم نشانه پارگی پرده هاست که برای تشخیص ان باید مایع جمع اوری شده و تست امنی شور،  فرن و نیترازین انجام شود.
- تست فرن:

نمونه مایع را به صورت نازک بر روی یک لام شیشه‌ای تمیز پخش کرده تا خشک شود سپس ان را زیر میکروسکوپ مشاهده می‌کنیم. مشاهده طرح درخت مانند (شکل برگ سرخس) به عنوان تست مثبت تلقی می‌شود.
- تست نیترازین:

با توجه به اینکه PH مایع امنیوتیک ۷ تا ۵\۷ بوده و قلیایی تر از ترشحات طبیعی واژن که PH بین ۵\۴ تا ۵\۵ دارد می‌باشد. نمونه مایع امنیوتیک را بر روی کاغذ اغشته به نیترازین گذاشته و تغییر رنگ کاغذ را بررسی می‌شود. تغییر رنگ کاغذ به ابی نشانه قوی برای وجود مایع امنیوتیک است.
چنانچه نمونه توسط خون، ادرار یا عوامل پاک کننده انتی سپتیک الوده شود ممکن است باعث نتایج مثبت کاذب شود.
- تست آمنی تست راه حلی جدید و بی خطر

جدیدترین روش تشخیص خانگی پارگی کیسه آب
امروزه با کمک روشهای بیوشیمیایی و شناسایی پروتئین میکروگلوبین آلفای جفتی 1 یا به طور مخفف PAMG-1 به تشخیص دقیقتری دست می یابند. این تست با کمک کیت آمنی تست انجام میپذیرد که اثر بخشی و سرعت در تشخیص را به میزان زیادی افزایش میدهد.

## درمان
کیسه امنیوتیک مانند سدی برای حفاظت جنین از عفونت عمل می‌کند ولی این سد صد در صد از نفوذ باکتری‌ها جلوگیری نمی‌کند.
نوع درمان در PROM به سن حاملگی و احتمال بروز کوریوامنیوتیت بستگی دارد. عامل دیگر در درمان میزان مایع امنیوتیک باقیمانده، پس از PROM می‌باشد.
چنانچه پرده جنینی قبل از هفته۲۴ پاره شوند می‌تواند موجب هیپرپلازی ریه شود.(محدودیت ایجاد شده برای حرکت جنین در داخل رحم می‌تواند باعث ناهنجاری‌های اسکلتی شود.)
در صورت پاره شدن پرده‌ها بعد از هفته ۳۶ و سرویکس نامناسب و عدم انقباضات رحم به طور خود به خود پس از ۱۲ ساعت باید اقدام به القاء زایمان می‌نمایند.
در صورت شواهدی دال بر عفونت و سرویکس نامناسب احتمال عدم موفقیت القاء زایمان وجود دارد و باید تا ۲۴ ساعت القاء را به تعویق انداخت و در این مدت باید استراحت مطلق بوده و علائم حیاتی هر ۴ ساعت کنترل شود.
اگر سن حاملگی کمتر از ۳۴ هفته بوده و بیمار در حال زایمان باشد. در صورت عدم دیسترس جنینی زایمان واژینال انجام می‌شود و اگر جنین در دیسترس باشد باید سزارین شود.
تب و تاکیکاردی، لکوسیتوز، ترشحات عفونی و کشت خون مثبت علائم عفونت پیشرفته بوده و بدون توجه به سن حاملگی باید زایمان صورت گیرد.

## احتمالات خطر
1. از مقاربت باید خودداری نمود
2. برای حمام از وان استفاده نشود
3. معاینه واژینال به علت خطر عفونت نباید انجام شود و در صورت لزوم از اسپکولوم با رعایت نکات استریل استفاده شود.
4. در صورت مشاهده دفع ناگهانی مایع از واژن به پزشک مراجعه شود.